# فتوح مصر وأخبارها (كتاب)
فتوح مصر وأخبارها أول الكتب التي ألفت في تاريخ الفتح العربي لمصر، ألفة المؤرخ المصري عبد الرحمن بن عبد الحكم.
يتكون الكتاب من سبعة أجزاء وهي كالتالي: الجزء الأول عن فضائل مصر وأخبارها قبل الفتح العربي وتاريخ مصر في عهد الديانة المسيحية والعقائد الوثنية وفي هذا الجزء يعتمد بشكل كبير على القصص الشائعة في ذلك العصر. الجزء الثاني عن فتح مصر والثالث عن خطط مصر الأولى والرابع عن ولاية عمرو بن العاص لمصر وأعمالة ومراسلاته مع الخليفة الثاني عمر بن الخطاب وتنظيمه لإدارة مصر والجزء الخامس عن فتح المغرب والأندلس وتواريخ تلك المنطقة حتى عام 127 والجزء السادس عن تاريخ قضاة مصر حتى عام 246 ه والجزء السابع عن الأحاديث ومن روى عنه أهل مصر من أصحاب الرسول .
يوجد من هذا الكتاب حاليا 4 مخطوطات واحدة في المتحف البريطاني بلندن والثانية والثالثة في المكتبة الوطنية بباريس والرابعة في مكتبة جامعة ليدن وفق دلك قسم من الكتاب في جتنجن.